# Zhao Tao
Zhao Tao (Taiyuan, 28 gennaio 1977) è un'attrice cinese, musa e frequente collaboratrice del regista Jia Zhangke.

## Biografia
Nata a Taiyuan, nella provincia cinese dello Shanxi, ha recitato in diversi film del regista Jia Zhangke. Nel 2011 ha recitato nel ruolo della protagonista nel film Io sono Li di Andrea Segre, accanto a Rade Šerbedžija e Marco Paolini. Questa interpretazione le ha valso il David di Donatello per la migliore attrice protagonista.

## Filmografia parziale
- Platform di Jia Zhangke (2000)
- Unknown Pleasures di Jia Zhangke (2002)
- The World - Shijie di Jia Zhangke (2004)
- Still Life di Jia Zhangke (2006)
- 24 City di Jia Zhangke (2008)
- Cry Me a River di Jia Zhangke (2009)
- Io sono Li, regia di Andrea Segre (2011)
- Il tocco del peccato (Tian zhu ding, regia di Jia Zhangke (2013)
- Al di là delle montagne (Shan he gu ren) di Jia Zhangke (2015)
- I figli del fiume giallo (Jiānghú érnǚ), regia di Jia Zhangke (2018)
- Generazione romantica (Fēngliú yīdài), regia di Jia Zhangke (2024)

## Doppiatrici italiane
- Valentina Mari in Al di là delle montagne, I figli del fiume giallo
- Barbara Villa in Still Life
- Patrizia Mottola in Il tocco del peccato